# 吉奧伊德冰川
77°48′S 163°47′E / 77.800°S 163.783°E
吉奧伊德冰川是南極洲的冰川，位於維多利亞地的斯科特海岸，處於埃利普索伊德山以西，最終注入布盧冰川，該冰川在1993年由新西蘭地理委員會命名。